# Hadam Bohuchwał Šěrach
Hadam Bohuchwał Šěrach, Adam Gottlob Schirach (ur. 5 listopada 1724 w Nostitz, zm. 3 kwietnia 1773 w Kleinbautzen) – łużycki duchowny protestancki i pszczelarz o międzynarodowej renomie.

## Życiorys
Proboszcz we wsi Kleinbautzen (Budziszynek). Członek towarzystw naukowych, m.in. Cesarskiej Akademii Nauk Przyrodniczych i Rosyjskiego Towarzystwa Ekonomicznego w Petersburgu. Caryca Katarzyna II wysłała dwóch badaczy na naukę do księdza Šěracha. Proboszcz z Budziszynka był przeciwnikiem pietystów i polemizował z nimi. Šěrach był najwybitniejszym przedstawicielem Oświecenia wśród Serbów Łużyckich w 2. połowie XVIII w.